# Илия Белев
Илия Иванов Белев (изписване до 1945 година: Илия Бѣлевъ) е български революционер, деец на Върховния македоно-одрински комитет.

## Биография
Илия Белев е роден през 1884 година в Ямбол. Баща му Иван Велев е деец на БРЦК и лежи в Одринския затвор, а майка му Райна Хаджиилиева е укривала оръжие. На 12 години Илия Белев остава сирак, но успява да завърши пети клас. Включва се във ВМОК и с четата на Гено Димитров влиза в Македония. На 12 март 1903 година цялата чета загива в сражение с турски аскер край село Карбинци.